# Banbridge
Banbridge (dal gaelico irlandese: Droichead na Banna, il Ponte sul (fiume) Ban) è una città nella contea di Down, in Irlanda del Nord.
La città è l'ambientazione della ballata irlandese Star of the County Down.